# Chandrodaya Mandir
De Chandrodaya Mandir is een Hindoetempel in aanbouw.

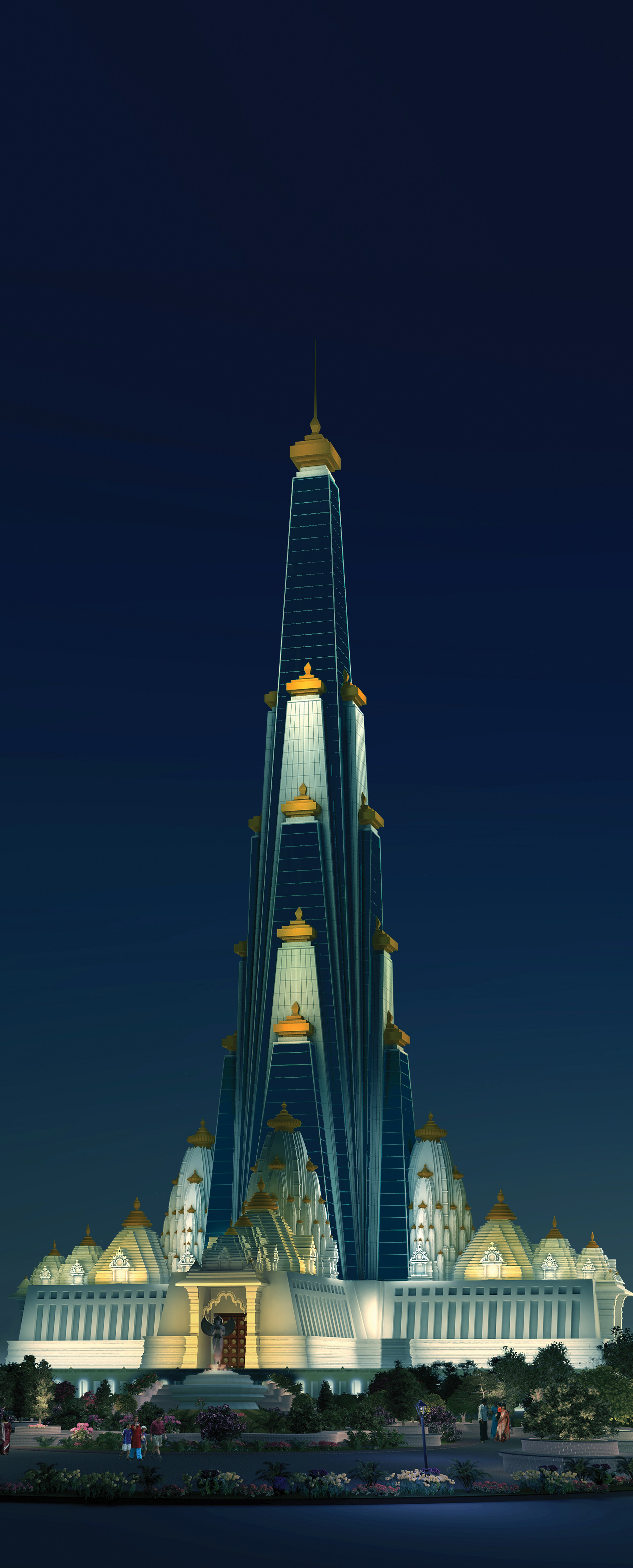
Vrindavan Chandrodaya Tempel - Impressie bij nacht

Het bouwwerk is gelegen in Vrindavan, Mathura (Uttar Pradesh), India.
De tempel zal 213 meter hoog zijn en daarmee het hoogste religieuze gebouw ter wereld. De kostprijs wordt geschat op 47 miljoen US Dollar. Deze tempel gewijd aan Krishna is geïnspireerd op de ideeën van A.C. Bhaktivedanta Swami Praphupada (1896-1977) en wordt opgericht onder initiatief van ISKCON.
De eerste steen werd gelegd op 16 november 2014. De oplevering is voorzien voor 2024.

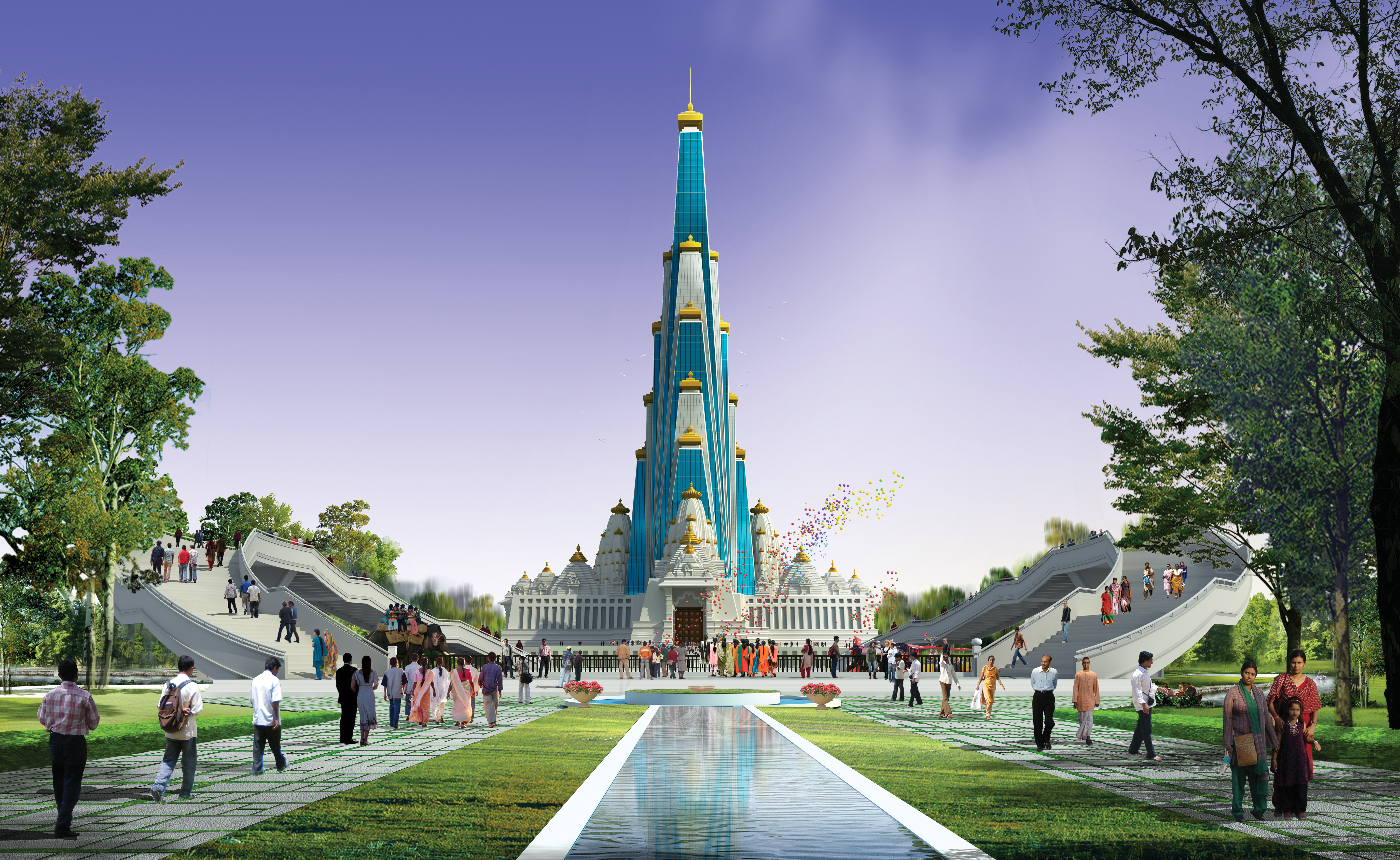
Vrindavan Chandrodaya Tempel - Vooraanzicht